# Mistrovství Evropy v zápasu řecko-římském 1937
Mistrovství Evropy v zápasu řecko-římském 1937 se konalo v Paříži, Francie.

## Výsledky

### Muži
| Kategorie | Zlato              | Stříbro              | Bronz               |
| --------- | ------------------ | -------------------- | ------------------- |
| 56 kg     | Väinö Perttunen    | Egon Svensson        | Antonín Nič         |
| 61 kg     | Kustaa Pihlajamäki | Heinrich Schwarzkopf | Einar Karlsson      |
| 66 kg     | Lauri Koskela      | Herbert Olofsson     | Fritz Weikart       |
| 72 kg     | Fritz Schäfer      | Karel Zvonař         | Walter Massop       |
| 79 kg     | Ivar Johansson     | Ludwig Schweickert   | Voldemar Mägi       |
| 87 kg     | Nils Åkerlindh     | Ago Neo              | Werner Seelenbinder |
| +87 kg    | Kristjan Palusalu  | John Nyman           | Josef Klapuch       |